# Scraptia tananarivana
Scraptia tananarivana es una especie de coleóptero de la familia Scraptiidae.

## Distribución geográfica
Habita en Madagascar.